# Baigneaux (Loir i Cher)
Baigneaux és un municipi francès, situat al departament del Loir i Cher i a la regió de Centre – Vall del Loira. L'any 2007 tenia 51 habitants.

## Demografia

### Població
El 2007 la població de fet de Baigneaux era de 51 persones. Hi havia 20 famílies, de les quals 4 eren unipersonals (4 dones vivint soles i 4 dones vivint soles), 8 parelles sense fills i 8 parelles amb fills.
La població ha evolucionat segons el següent gràfic:
Habitants censats

### Habitatges
El 2007 hi havia 28 habitatges, 20 eren l'habitatge principal de la família, 7 eren segones residències i 1 estava desocupat. Tots els 28 habitatges eren cases. Dels 20 habitatges principals, 16 estaven ocupats pels seus propietaris i 4 estaven llogats i ocupats pels llogaters; 4 tenien tres cambres, 7 en tenien quatre i 9 en tenien cinc o més. 12 habitatges disposaven pel capbaix d'una plaça de pàrquing. A 11 habitatges hi havia un automòbil i a 7 n'hi havia dos o més.

### Piràmide de població
La piràmide de població per edats i sexe el 2009 era:
| Homes | Edats   | Dones |
| ----- | ------- | ----- |
| 0     | 95 o +  | 0     |
| 0     | 90 a 94 | 0     |
| 0     | 85 a 89 | 0     |
| 0     | 80 a 84 | 4     |
| 4     | 75 a 79 | 0     |
| 0     | 70 a 74 | 4     |
| 8     | 65 a 69 | 0     |
| 0     | 60 a 64 | 0     |
| 8     | 55 a 59 | 0     |
| 0     | 50 a 54 | 4     |
| 0     | 45 a 49 | 4     |
| 0     | 40 a 44 | 0     |
| 0     | 35 a 39 | 0     |
| 0     | 30 a 34 | 0     |
| 0     | 25 a 29 | 0     |
| 0     | 20 a 24 | 0     |
| 0     | 15 a 19 | 0     |
| 0     | 10 a 14 | 0     |
| 0     | 5 a 9   | 0     |
| 0     | 0 a 4   | 0     |

## Economia
El 2007 la població en edat de treballar era de 28 persones, 17 eren actives i 11 eren inactives. De les 17 persones actives 16 estaven ocupades (8 homes i 8 dones) i 1 aturada (1 home). De les 11 persones inactives 5 estaven jubilades, 3 estaven estudiant i 3 estaven classificades com a «altres inactius».
Activitats econòmiques
L'any 2000 a Baigneaux hi havia 4 explotacions agrícoles que ocupaven un total de 616 hectàrees.

## Poblacions properes
El següent diagrama mostra les poblacions més properes.